# Helmut Strobl (Kulturpolitiker)
Helmut Strobl (* 15. November 1943 in Mirow; † 3. September 2019 in Graz) war ein österreichischer Kulturpolitiker.

## Leben
Die Eltern von Helmut Strobl waren Steirer; weil sein Vater im Zweiten Weltkrieg Testpilot der Luftwaffe der Wehrmacht war, lebten die Eltern damals wohl bei Mirow in Mecklenburg. Nach dem Krieg zog die Familie nach Graz.
Helmut Strobl studierte Architektur und engagierte sich ab 1970 bei der ÖVP. 1980 wurde er Gemeinderat in Graz. Von 1997 bis 1999 war er Parteivorsitzender der ÖVP in Graz, in dieser Funktion folgte ihm der spätere Bürgermeister Siegfried Nagl nach.
Helmut Strobl wurde 1985 unter den Bürgermeistern Alfred Stingl und Franz Hasiba für die ÖVP Stadtrat für Kultur in Graz, eine Funktion, die er bis 2001 ausübte. In seine Amtszeit wurde das Kunsthaus Graz und die Stadthalle Graz errichtet. Das Literaturhaus Graz und der Grazer Kunstverein wurden gegründet, beim Kunstverein war er mit Peter Pakesch 1986/1987 auch Künstlerischer Leiter. Die Synagoge in Graz wurde wieder aufgebaut. Er war parteiüberschreitend mit dem Bürgermeister Alfred Stingl (SPÖ) Initiator von Graz als Kulturhauptstadt Europas 2003.
Helmut Strobl beförderte die Einrichtung eines Menschenrechtsbeirates der Stadt Graz.
Während der Flüchtlingskrise in Europa 2015/2016 kamen viele Flüchtlinge über die Südsteiermark ins Land, wo Strobl die Errichtung eines Zauns auf seinem dortigen Grundstück am Hochgraßnitzberg verweigerte.
Der Journalist Frido Hütter berichtet, dass die ÖVP Steiermark in den 70er Jahren sogenannte kluge, widerständige Köpfe integriert hat, obwohl in der Partei nicht mehrheitsfähig, wie Bernd Schilcher, Gerfried Sperl, Helmut Strobl und folgend Gerhard Hirschmann und Herbert Paierl.

## Anerkennungen
- 2016 Installation des Künstlers Erwin Posarnig bei der Grenzzaunlücke in Hochgraßnitzberg[9][10]
- 2021 Interaktive Gedenk-Installation sowie 30 Plakate von Iris Andraschek zu Helmut Strobl im Kunsthaus Graz[9]
- 10. Dezember 2021 Ein Fest im Sinne von Helmut Strobl zum Tag der Menschenrechte.[11]